# Tuffi ai campionati mondiali di nuoto 2015 - Trampolino 1 metro femminile
La competizione di tuffi dal trampolino 1 metro femminile dei campionati mondiali di nuoto 2015 si è disputata il 26 e il 28 luglio 2015 nell'Aquatics Palace a Kazan'. La gara si è svolta in due fasi: il primo giorno si è disputato il turno eliminatorio cui hanno partecipato 37 atlete. Le migliori dodici hanno gareggiato per le medaglie nella finale tenutesi il 28.

## Medaglie
| Posizione | Atleta         | Nazionalità |
| --------- | -------------- | ----------- |
| Oro       | Tania Cagnotto | Italia      |
| Argento   | Shi Tingmao    | Cina        |
| Bronzo    | He Zi          | Cina        |

## Risultati
I finalisti sono segnalati in verde
| Posizione | Atleta             | Nazionalità   | Qualificazioni | Qualificazioni | Finale | Finale    |
| Posizione | Atleta             | Nazionalità   | Punti          | Posizione      | Punti  | Posizione |
| --------- | ------------------ | ------------- | -------------- | -------------- | ------ | --------- |
| 1         | Tania Cagnotto     | Italia        | 291.25         | 2              | 310.85 | 1         |
| 2         | Shi Tingmao        | Cina          | 307.35         | 1              | 309.20 | 2         |
| 3         | He Zi              | Cina          | 285.40         | 3              | 300.30 | 3         |
| 4         | Olena Fedorova     | Ucraina       | 257.55         | 7              | 286.95 | 4         |
| 5         | Esther Qin         | Australia     | 261.60         | 6              | 280.50 | 5         |
| 6         | Nadežda Bažina     | Russia        | 252.05         | 8              | 273.45 | 6         |
| 7         | Nora Subschinski   | Germania      | 248.10         | 10             | 265.25 | 7         |
| 8         | Kim Su-ji          | Corea del Sud | 247.10         | 11             | 258.50 | 8         |
| 9         | Maria Polyakova    | Russia        | 275.15         | 5              | 255.20 | 9         |
| 10        | Inge Jansen        | Paesi Bassi   | 248.50         | 9              | 244.10 | 10        |
| 11        | Dolores Hernández  | Messico       | 242.75         | 12             | 241.90 | 11        |
| 12        | Maddison Keeney    | Australia     | 283.40         | 4              | 226.05 | 12        |
| 13        | Kim Na-mi          | Corea del Sud | 241.10         | 13             |        |           |
| 14        | Diana Pineda       | Colombia      | 241.05         | 14             |        |           |
| 15        | Daniella Nero      | Svezia        | 239.95         | 15             |        |           |
| 16        | Alena Khamulkina   | Bielorussia   | 237.90         | 16             |        |           |
| 17        | Samantha Pickens   | Stati Uniti   | 237.90         | 17             |        |           |
| 18        | Hanna Pysmenska    | Ucraina       | 237.70         | 18             |        |           |
| 19        | Arantxa Chávez     | Messico       | 236.95         | 19             |        |           |
| 20        | Iira Laatunen      | Finlandia     | 229.65         | 20             |        |           |
| 21        | Julia Vincent      | Sudafrica     | 229.15         | 21             |        |           |
| 22        | Micaela Bouter     | Sudafrica     | 227.50         | 22             |        |           |
| 23        | Taina Karvonen     | Finlandia     | 227.30         | 23             |        |           |
| 24        | Elizabeth Cui      | Nuova Zelanda | 227.05         | 24             |        |           |
| 25        | Juliana Veloso     | Brasile       | 226.90         | 25             |        |           |
| 26        | Uschi Freitag      | Paesi Bassi   | 215.75         | 26             |        |           |
| 27        | Jessica Favre      | Svizzera      | 213.65         | 27             |        |           |
| 28        | Louisa Stawczynski | Germania      | 212.95         | 28             |        |           |
| 29        | Elena Bertocchi    | Italia        | 208.40         | 29             |        |           |
| 30        | Rocío Velázquez    | Spagna        | 204.00         | 30             |        |           |
| 31        | Maha Abdelsalam    | Egitto        | 203.45         | 31             |        |           |
| 32        | Habiba Ashraf      | Egitto        | 201.65         | 32             |        |           |
| 33        | María Betancourt   | Venezuela     | 201.65         | 33             |        |           |
| 34        | Indrė Girdauskaitė | Lituania      | 197.50         | 34             |        |           |
| 35        | Maja Borić         | Croazia       | 195.60         | 35             |        |           |
| 36        | Marcela Marić      | Croazia       | 183.30         | 36             |        |           |
| 37        | Luana Lira         | Brasile       | 180.35         | 37             |        |           |